# 企画者104
企画者104（きかくしゃいちまるよん）は、日本の編集プロダクション。法人としての名称は株式会社企画者一零四。
特撮テレビドラマ・スーパー戦隊シリーズやメタルヒーローシリーズで「企画協力」としてクレジットされている企業として知られる。

## 概要
特撮テレビドラマやテレビアニメなどの設定管理やデザインコーディネート業務などを手掛ける。番組の企画制作から携わっており、そのほかシナリオの管理・資料の収集・衣裳合わせ・オーディションの手伝いなど活動は多岐に渡る。
1970年代に雑誌記者であった市川信吾が設立。東映の特撮テレビドラマが石ノ森章太郎原作作品と並行してオリジナル企画作品を制作しており、作品の情報を児童誌などの出版社へ提供する窓口として『忍者キャプター』より東映特撮作品に携わる。
裏方に徹するという方針であるためインターネット上にも情報が少なく、特撮ファンだけでなく業界関係者の間でもあまり実態を知られていなかったが、2010年代からはFacebookの開設や雑誌でのインタビュー掲載など露出の機会が増えている。

## 主な所属者
横田 誠（）
現社長。1954年6月9日生まれ。東京都出身。
1976年に入社。『電子戦隊デンジマン』などの設定制作を手掛けた。
1984年より代表取締役を務める。

松井 大（）
デザイナー・イラストレーター。1973年2月10日生まれ。千葉県出身。
フリーのイラストレーターとして『特捜戦隊デカレンジャー』に参加し、横田の誘いを受けて入社。『デカレンジャー』『魔法戦隊マジレンジャー』で小道具やサブキャラクターのデザインを担当し、その後もスーパー戦隊シリーズに資料担当として携わる。
監修としてかかわった著書『学研の図鑑　スーパー戦隊』（2021年4月・学研プラス刊）が、2023年、第53回星雲賞ノンフィクション部門を受賞。

### 過去の所属者
個別項目のある人物の詳細はそちらを参照。
市川信吾
初代社長。週刊誌記者を経て、企画者104を設立した。『テレビマガジン』などの企画ページを多数担当。本人はこれについて「テレビに映らない仮面ライダーの秘密を捏造していました（笑）」「やっぱり『仮面ライダーのひみつ100』が印象に残っています」とコメントしている。
横田に業務を引き継いで引退し、1980年に旅館「花吹雪」を創業した。やはり東映特撮にも関わったすがやみつるが、自伝『仮面ライダー青春譜』で記す所によると、番組の文芸設定より料理の話が大好きで、旅館創業後は旅行番組にも時々出演しているという。
葛西 おと
劇団の仕事と並行して1978年頃にアルバイトとして参加。資料担当として東映作品の多くに携わってきた。
2012年3月9日にクモ膜下出血で死去。
聖咲奇
編集者。関西のデザイナー志望の学生と東京のマスコミとの橋渡し役を務め、久保宗雄ら多くのデザイナーを業界に引き入れている。
104を退社した後、雑誌『宇宙船』の創刊に携わった。
久保 宗雄（）
編集者・デザイナー・脚本家。
京都市立芸術大学在学中に聖咲奇の紹介で『スパイダーマン』に参加し、卒業後に企画者104に入社した。
『スパイダーマン』や『バトルフィーバーJ』から『大戦隊ゴーグルファイブ』までのスーパー戦隊シリーズでキャラクターデザインを担当。『科学戦隊ダイナマン』『超電子バイオマン』では設定関連を担当。雑誌『宇宙船』の創刊にも携わり、ヒロイン特集の構成なども担当した。
イラストレーターの板橋しゅうほう・米田仁士・増尾隆幸らは京都市立芸術大学での同級生であり、その繋がりで『スパイダーマン』などに引き入れている。
河野 成寛（）
編集者・デザイナー。1987年よりアルバイトとして参加。同年放送の『超人機メタルダー』や『光戦隊マスクマン』より小道具のデザインなどを手掛け、『鳥人戦隊ジェットマン』からはスーパー戦隊シリーズの専任となり、『五星戦隊ダイレンジャー』まで小道具やサブキャラクターなどのデザインを担当した。また、これと並行して「レスキューポリスシリーズ」以降のメタルヒーローにも設定素案の作成サポートなどで係わっており、『重甲ビーファイター』などシリーズ末期の作品では一部ゲストキャラクターも手がけた。
神田正宏（）
編集者・デザイナー。1984年大学在籍中にアルバイトとして編集を務めた後、『超電子バイオマン』『電撃戦隊チェンジマン』でキャラクターデザインを担当。漫画家としてもデビューしており、代表作にコミックボンボンでの『SDガンダムフォース』、『武者ガンダム』シリーズなどがある。